# Leucania villalobosi
Leucania villalobosi är en fjärilsart som beskrevs av Beutelspacher 1984. Leucania villalobosi ingår i släktet Leucania och familjen nattflyn. Inga underarter finns listade i Catalogue of Life.